# Entrenador del Año de la NABC
El Entrenador del Año de la NABC (en inglés NABC Coach of the Year) es un premio anual concedido por la Asociación Nacional de Entrenadores de Baloncesto, que reconoce al mejor entrenador en el baloncesto universitario. El premio es entregado desde 1959 a los entrenadores de la División I de la NCAA. El premio está patrocinado actualmente por UPS.

## Ganadores
| Año  | Entrenador           | Universidad         |
| ---- | -------------------- | ------------------- |
| 1959 | Ed Hickey            | Marquette           |
| 1960 | Pete Newell          | California          |
| 1961 | Fred Taylor          | Ohio State          |
| 1962 | Fred Taylor (2)      | Ohio State          |
| 1963 | Ed Jucker            | Cincinnati          |
| 1964 | John Wooden          | UCLA                |
| 1965 | Bill van Breda Kolff | Princeton           |
| 1966 | Adolph Rupp          | Kentucky            |
| 1967 | John Wooden (2)      | UCLA                |
| 1968 | Guy Lewis            | Houston             |
| 1969 | John Wooden (3)      | UCLA                |
| 1970 | John Wooden (4)      | UCLA                |
| 1971 | Jack Kraft           | Villanova           |
| 1972 | John Wooden (5)      | UCLA                |
| 1973 | Gene Bartow          | Memphis State       |
| 1974 | Al McGuire           | Marquette           |
| 1975 | Bob Knight           | Indiana             |
| 1976 | Johnny Orr           | Michigan            |
| 1977 | Dean Smith           | North Carolina      |
| 1978 | Bill Foster          | Duke                |
| 1978 | Abe Lemons           | Texas               |
| 1979 | Ray Meyer            | DePaul              |
| 1980 | Lute Olson           | Iowa                |
| 1981 | Jack Hartman         | Kansas State        |
| 1981 | Ralph Miller         | Oregon State        |
| 1982 | Don Monson           | Idaho               |
| 1983 | Lou Carnesecca       | St. John's          |
| 1984 | Marv Harshman        | Washington          |
| 1985 | John Thompson        | Georgetown          |
| 1986 | Eddie Sutton         | Kentucky            |
| 1987 | Rick Pitino          | Providence          |
| 1988 | John Chaney          | Temple              |
| 1989 | P.J. Carlesimo       | Seton Hall          |
| 1990 | Jud Heathcote        | Michigan State      |
| 1991 | Mike Krzyzewski      | Duke                |
| 1992 | George Raveling      | Southern California |
| 1993 | Eddie Fogler         | Vanderbilt          |
| 1994 | Gene Keady           | Purdue              |
| 1994 | Nolan Richardson     | Arkansas            |
| 1995 | Jim Harrick          | UCLA                |
| 1996 | John Calipari        | Massachusetts       |
| 1997 | Clem Haskins         | Minnesota           |
| 1998 | Bill Guthridge       | North Carolina      |
| 1999 | Mike Krzyzewski (2)  | Duke                |
| 1999 | Jim O'Brien          | Ohio State          |
| 2000 | Gene Keady (2)       | Purdue              |
| 2001 | Tom Izzo             | Michigan State      |
| 2002 | Kelvin Sampson       | Oklahoma            |
| 2003 | Tubby Smith          | Kentucky            |
| 2004 | Mike Montgomery      | Stanford            |
| 2004 | Phil Martelli        | Saint Joseph's      |
| 2005 | Bruce Weber          | Illinois            |
| 2006 | Jay Wright           | Villanova           |
| 2007 | Todd Lickliter       | Butler              |
| 2008 | Bob McKillop         | Davidson            |
| 2009 | Mike Anderson        | Missouri            |
| 2009 | John Calipari (2)    | Memphis             |
| 2010 | Jim Boeheim          | Syracuse            |
| 2011 | Steve Fisher         | San Diego State     |
| 2012 | Tom Izzo (2)         | Michigan State      |
| 2013 | Jim Crews            | Saint Louis         |
| 2014 | Gregg Marshall       | Wichita State       |
| 2015 | John Calipari (3)    | Kentucky            |
| 2016 | Bill Self            | Kansas              |
| 2017 | Mark Few             | Gonzaga             |
| 2018 | Tony Bennett         | Virginia            |
| 2019 | Matt Painter         | Purdue              |
| 2020 | Anthony Grant        | Dayton              |
| 2021 | Mark Few (2)         | Gonzaga             |
| 2022 | Tommy Lloyd          | Arizona             |
| 2023 | Shaka Smart          | Marquette           |
| 2024 | Kelvin Sampson (2)   | Houston             |
| 2005 | Bruce Pearl          | Auburn              |